# Championnat du Maroc masculin de handball 2024-2025
Navigation
Division Excellence 2023-2024
La saison 2024-2025 de la Division Excellence est la 61e édition du Championnat du Maroc masculin de handball.
La saison va débuter le 2 novembre 2024 et s’achèvera en juillet 2025

## Modalités

### Calendrier
Les principales dates du calendrier du championnat sont :
- 2 novembre 2024 : début du championnat,
- 29 janvier 2025 : 7e journée et fin des matchs allers,
- 29 avril 2025 : 14e journée et fin du championnat

### Clubs participants
Seize clubs participent à cette édition de la compétition réparti en deux groupes Nord et Sud, contre vingt clubs l'année précédente.
A l'issue de la saison régulière, les 4 premiers clubs de chaque groupe se qualifient en play-offs.

### Modalités de classement et de qualifications européennes
La Division Excellence est organisée en deux poules de 8 clubs chacune avec matchs allers - retours. Une équipe marque 2 points pour une victoire, 1 point pour un match nul et 0 point pour une défaite. 
En cas d'égalité entre deux ou plusieurs équipes à l'issue de la compétition, leur classement est établi en tenant compte des facteurs suivants :
1. Le nombre de points à l'issue de la compétition dans les rencontres ayant opposé les équipes à égalité entre elles ;
2. La différence entre les buts marqués et les buts encaissés dans les rencontres ayant opposé les équipes à égalité entre elles ;
3. Le plus grand nombre de buts marqués à l'extérieur dans les rencontres ayant opposé les équipes à égalité entre elles ;
4. La différence entre les buts marqués et les buts encaissés sur l'ensemble des rencontres de la compétition ;
5. Le plus grand nombre de buts marqués sur l'ensemble des rencontres de la compétition ;
6. Le plus grand nombre de buts marqués à l'extérieur sur l'ensemble des rencontres de la compétition ;
7. tirage au sort effectué par la Commission d'Organisation des Compétitions.

## Saison régulière

### Classement général

#### Groupe Nord
|   | Équipe                 | Pts | J  | G  | N  | P  | Bp | Bc | Diff | Dép |
| - | ---------------------- | --- | -- | -- | -- | -- | -- | -- | ---- | --- |
| 1 | FAR de Rabat           | 00  | 00 | 00 | 00 | 00 | 00 | 00 |      | --  |
| 2 | AS Salé                | 00  | 00 | 00 | 00 | 00 | 00 | 00 |      | --  |
| 3 | Hilal Nador            | 00  | 00 | 00 | 00 | 00 | 00 | 00 |      | --  |
| 4 | FUS de Rabat           | 00  | 00 | 00 | 00 | 00 | 00 | 00 |      | --  |
| 5 | Etudiants de Tetouan   | 00  | 00 | 00 | 00 | 00 | 00 | 00 |      | --  |
| 6 | Mouloudia Oujda        | 00  | 00 | 00 | 00 | 00 | 00 | 00 |      | --  |
| 7 | RST Tanger             | 00  | 00 | 00 | 00 | 00 | 00 | 00 |      | --  |
| 8 | Errachidia Sports Club | 00  | 00 | 00 | 00 | 00 | 00 | 00 |      | --  |

#### Groupe Sud
|   | Équipe               | Pts | J  | G  | N  | P  | Bp | Bc | Diff | Dép |
| - | -------------------- | --- | -- | -- | -- | -- | -- | -- | ---- | --- |
| 1 | Raja d'Agadir        | 00  | 00 | 00 | 00 | 00 | 00 | 00 |      | --  |
| 2 | Widad Smara          | 00  | 00 | 00 | 00 | 00 | 00 | 00 |      | --  |
| 3 | Rabita de Casablanca | 00  | 00 | 00 | 00 | 00 | 00 | 00 |      | --  |
| 4 | Mountada Derb Sultan | 00  | 00 | 00 | 00 | 00 | 00 | 00 |      | --  |
| 5 | Taraji Ouezzane      | 00  | 00 | 00 | 00 | 00 | 00 | 00 |      | --  |
| 6 | Wydad Casablanca     | 00  | 00 | 00 | 00 | 00 | 00 | 00 |      | --  |
| 7 | Union Nouaceur Club  | 00  | 00 | 00 | 00 | 00 | 00 | 00 |      | --  |
| 8 | Kawkab de Marrakech  | 00  | 00 | 00 | 00 | 00 | 00 | 00 |      | --  |